# Ballast Island
Ballast Island – wyspa (island) w kanadyjskiej prowincji Nowa Szkocja, w hrabstwie Pictou, na rzece East River of Pictou; nazwa urzędowo zatwierdzona 22 marca 1926.